# 庫爾圖古茲湖
56°49′37″N 61°55′51″E / 56.82694°N 61.93083°E
庫爾圖古茲湖（俄语：Куртугуз），是俄羅斯的湖泊，位於該國中西部斯維爾德洛夫斯克州，面積10.6平方公里，海拔高度169米，集水區面積41.3平方公里，平均水深3米，最大水深4米。